# Тіморадза
Тіморадза — село в окрузі Бановці-над-Бебравою Банськобистрицького краю Словаччини. Станом на грудень 2015 року в селі проживало 540 людей.

## Географія
Протікає річка Копанічка.

## Населення
| Рік:            | 1994. | 2004.   | 2014.   | 2024.   |
| --------------- | ----- | ------- | ------- | ------- |
| Кількість осіб: | 523   | 507     | 529     | 481     |
| Різниця:        |       | -3,05 % | +4,33 % | -9,07 % |

| Рік:            | 2023. | 2024.   |
| --------------- | ----- | ------- |
| Кількість осіб: | 483   | 481     |
| Різниця:        |       | -0,41 % |